# Copa das Nações da OFC de 2000
A Copa das Nações da OFC de 2000 foi um campeonato disputado na cidade de Papeete, no Taiti, entre 19 e 28 de junho de 2000, e contou com a participação de 6 seleções: Austrália, Nova Zelândia, Ilhas Salomão, Vanuatu, Ilhas Cook e Taiti. As 6 seleções foram divididas em dois grupos, enfrentando as outras do próprio grupo. As duas primeiras seleções passam para a próxima fase do torneio.
A campeã do torneio foi a Austrália que derrotou a Nova Zelândia na final por 2 - 0.

## Primeira fase

### Grupo A
| Pos | Seleção       | Pts | J | V | E | D | G    | SG  |
| --- | ------------- | --- | - | - | - | - | ---- | --- |
| 1   | Austrália     | 6   | 2 | 2 | 0 | 0 | 23:0 | +23 |
| 2   | Ilhas Salomão | 3   | 2 | 1 | 0 | 1 | 5:7  | -2  |
| 3   | Ilhas Cook    | 0   | 2 | 0 | 0 | 2 | 1:22 | -21 |

#### Tabela de jogos
| 19 de junho de 2000 | Austrália | 17 – 0    | Ilhas Cook | Stade Pater, Papeete Público: 1.000 Árbitro: Leaustic TAH |
|                     | Agostino 18' 68' · Muscat 21' 45' (P) · Tiatto 24' · Foster 30' 42' 51' 80' · Zdrilic 35' 65' · Lazaridis 55' · Popovic 60' · Corica 70' · Zane 82' 87' 89' | Relatório |            |                                                           |

| 21 de junho de 2000 | Ilhas Salomão                                                 | 5 – 1     | Ilhas Cook   | Stade Pater, Papeete Público: 1.000 Árbitro: Attison VAN |
|                     | Suri 33' · Menapi 47' · Samani 63' · Omokirio 74' · Kotto 88' | Relatório | Shepherd 55' |                                                          |

| 23 de junho de 2000 | Austrália                                                                         | 6 – 0     | Ilhas Salomão | Stade Pater, Papeete Público: 300 Árbitro: Precious NZL |
|                     | Chipperfield 6' · Zane 13' 35' · Omokirio 36' (GC) · Muscat 39' (P) · Cardozo 43' | Relatório |               |                                                         |

### Grupo B
| Pos | Seleção       | Pts | J | V | E | D | G   | SG |
| --- | ------------- | --- | - | - | - | - | --- | -- |
| 1   | Nova Zelândia | 6   | 2 | 2 | 0 | 0 | 5:1 | +4 |
| 2   | Vanuatu       | 3   | 2 | 1 | 0 | 1 | 4:5 | -1 |
| 3   | Taiti         | 0   | 2 | 0 | 0 | 2 | 2:5 | -3 |

#### Tabela de jogos
| 19 de junho de 2000 | Nova Zelândia                  | 2 – 0     | Taiti | Stade Pater, Papeete Público: 1.000 Árbitro: Lennie AUS |
|                     | Bouckenooghe 27' · Jackson 78' | Relatório |       |                                                         |

| 21 de junho de 2000 | Nova Zelândia              | 3 – 1     | Vanuatu  | Stade Pater, Papeete Público: Árbitro: Lennie AUS |
|                     | Killen 47' 84' · Perry 56' | Relatório | Iwai 14' |                                                   |

| 23 de junho de 2000 | Taiti                       | 2 – 3     | Vanuatu                       | Stade Pater, Papeete Público: 300 Árbitro: Lennie AUS |
|                     | Rousseau 2' (P) · Amaru 87' | Relatório | Ben 49' · Iwai 60' · Tura 77' |                                                       |

## Semifinais
| 25 de junho de 2000 | Austrália     | 1 – 0     | Vanuatu | Stade Pater, Papeete Público: 300 Árbitro: Precious NZL |
|                     | Muscat 5' (P) | Relatório |         |                                                         |

| 25 de junho de 2000 | Nova Zelândia   | 2 – 0     | Ilhas Salomão | Stade Pater, Papeete Público: 500 Árbitro: Lennie AUS |
|                     | Elliott 51' 55' | Relatório |               |                                                       |

## Disputa do terceiro lugar
| 28 de junho de 2000 | Ilhas Salomão                 | 2 – 1     | Vanuatu  | Stade Pater, Papeete Público: 300 Árbitro: Leaustic TAH |
|                     | Menapi 53' · Omokirio 69' (P) | Relatório | Bibi 35' |                                                         |

## Final
| 28 de junho de 2000 | Austrália               | 2 – 0     | Nova Zelândia | Stade Pater, Papeete Público: 300 Árbitro: Attison VAN |
|                     | Murphy 40' · Foster 66' | Relatório |               |                                                        |

| Campeão da Copa das Nações da OFC de 2000 |
| ----------------------------------------- |
| Austrália Terceiro título                 |

## Artilheiros
- Clayton Zane (5 gols)
- Craig Foster (5 gols)
- Kevin Muscat (4 gols)